# Остров Галля
Остров Галля — пятый по площади остров архипелага Земля Франца-Иосифа. Назван в честь американского полярного исследователя Чарльза Френсиса Холла (англ. Charles Francis Hall).

## География
Находится между островами Мак-Клинтока и Землёй Вильчека в южной части архипелага. Почти полностью покрыт льдом. Площадь острова 1049 км² (384 кв мили).

## История
Был открыт Австро-венгерской полярной экспедицией Юлиуса Пайера и Карла Вайпрехта. Южная оконечность острова — мыс Тегетхофф, стал первой землёй архипелага, замеченной с экспедиционного судна «Адмирал Тегетгофф», именем которого и был назван 30 августа 1873 года. Первая высадка на острове была осуществлена Юлиусом Пайером в рамках санного похода, предпринятого 10—15 марта 1874 года (12 марта). Летом 1898 года остров был избран в качестве экспедиционной базы для работы команды американского журналиста, исследователя и воздухоплавателя Уолтера Уэлманна, но так им и не стал.
На мысе Тегетхофф установлен памятник шхуне «Адмирал Тегетгофф», на которой Пайер с Вайпрехтом открыли архипелаг. В середине 1990-х годов в окрестностях мыса австрийцы сняли сделали фильм документальный фильм о Пайере и Вайпрехте.